# The Last Mile
The Last Mile ist der Titel eines Liedes der US-amerikanischen Rockband Cinderella und stammt von deren zweiten Album Long Cold Winter, dessen dritte ausgekoppelte Single es war.

## Hintergrund
Nachdem die Gruppe mit dem Debütalbum Night Songs 1986 sehr erfolgreich gewesen war (Platz 3 der Billboard 200, drei Singles in den US-Single-Charts, sowie eine Goldene Schallplatte nach einer US-Tournee als Vorgruppe von Bon Jovi), begab sich die Band 1988 mit Produzent Andy Johns ins Studio, um das Nachfolgealbum aufzunehmen. Johns, bekannt durch seine Arbeit als Toningenieur für Led Zeppelin, hatte bereits das Debütalbum produziert. Neben Johns beteiligten sich jedoch auch Sänger Tom Keifer und Bassist Eric Brittingham an der Produktionsarbeit.
The Last Mile war die zweite ausgekoppelte Single des Albums, wurde aber ausschließlich in den USA, Kanada, Australien und Japan veröffentlicht. Auf dem europäischen Markt erschien die Single nicht. Als B-Seite enthielt die Schallplatte den Titel Long Cold Winter.

## Rezeption
Das Lied erreichte Platz 36 der US-amerikanischen Single-Charts.